# Rue du Canada
Ne doit pas être confondu avec Place du Canada (Paris).
La rue du Canada est une voie du 18e arrondissement de Paris, en France.

## Situation et accès
La rue du Canada est une voie publique située dans le 18e arrondissement de Paris, dans le quartier de la Chapelle. Elle débute au 84, rue Riquet et se termine au 5, rue de la Guadeloupe. Voie à sens unique, elle suit un axe nord-sud.

## Origine du nom
Plutôt que l'état actuel du Canada, cette rue évoque alors la colonie française du même nom.

## Historique

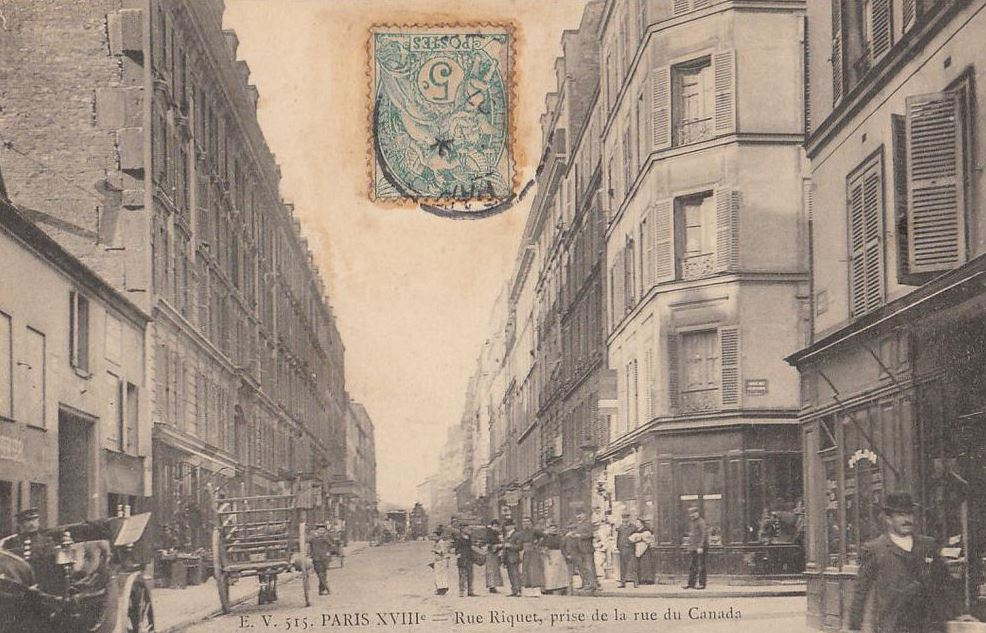
En 1907, la rue Riquet et l'angle de la rue du Canada, au sud.

Anciennement « impasse Bizioux » du nom d'un propriétaire, cette impasse était ouverte sur l'emplacement de l'ancien marché aux vaches de la commune de La Chapelle. Ce marché, qui s'étendait le long du faubourg de Gloire, sur les rues aux alentours, faisait déjà la notoriété du village au début du XIIIe siècle. Il est à nouveau établi par ordonnance de police du 31 mai 1785,.
Le marché aux bestiaux disparaît en 1860, lors du rattachement de la commune de La Chapelle à Paris.
On bâtit à cet emplacement cette rue ainsi que les rues de la Louisiane, de la Guadeloupe, de la Martinique et rue l'Olive (aujourd'hui rue de l'Olive).
La rue est alors classée dans la voirie parisienne par décret du 23 mai 1863, sur une longueur de 60 mètres à partir de la rue Riquet et prend sa dénomination actuelle par un arrêté du 1er février 1877.
Elle est prolongée de dix mètres par décret du 5 décembre 1881, sur les terrains provenant de l'ancien marché de la Chapelle.